# Sevan Arabian
Pour les articles homonymes, voir Arabian.
Sevan Arabian, de son vrai nom Marinette Arabian, née en 1938 à Lyon, est une artiste-peintre française, d'origine arménienne. Elle était également chroniqueuse pour la revue lyonnaise Verso et compositrice. Elle est décédée à Rillieux-la-Pape le 31 juillet 2025 à l'âge de 87 ans.

## Œuvres
- 1962 - Composition, Musée des beaux-arts de Lyon[1]
- 1962 - Composition, Musée des beaux-arts de Lyon[2]